# Brae Ivey
Brae Ivey (Huntington Beach, California; 25 de 68 de 1996) es un baloncestista estadounidense. Con 1,91 metros de estatura, juega en la posición de base. Pertenece a la plantilla del Hamburg Towers de la Basketball Bundesliga alemana.

## Trayectoria deportiva
Es un base formado en la Edison High School de su ciudad natal hasta 2016, cuando ingresó en el Riverside City College en el que estuvo dos temporadas, antes de ingresar en 2018 en la Universidad Estatal de San José, situada en San José (California), donde jugaría durante dos temporadas la NCAA con los San Jose State Spartans, desde 2018 a 2020.
Tras no ser drafteado en 2020, se marcha a Macedonia del Norte para formar parte del KK Feniks 2010 y más tarde, de la Academia del FMP Skopje.
En la temporada 2021-22, firma por el KK MZT Skopje de la Makedonska Prva Liga.
El 17 de diciembre de 2022, firma por el Czarni Słupsk de la Polska Liga Koszykówki, la primera división polaca.
En la temporada 2023-24, firma por el BC Juventus de la LKL.
El 26 de diciembre de 2023, firma por el Bàsquet Girona de la Liga Endesa. El 9 de febrero de 2024, finaliza su contrato con el conjunto gerundense.